# ميكائيل ميكائيل
ميكائيل ميكائيل (بالألمانية: Mikael Mikael)‏ هو فنان ألماني، ولد في 1974.